# Mercedes-Benz W113

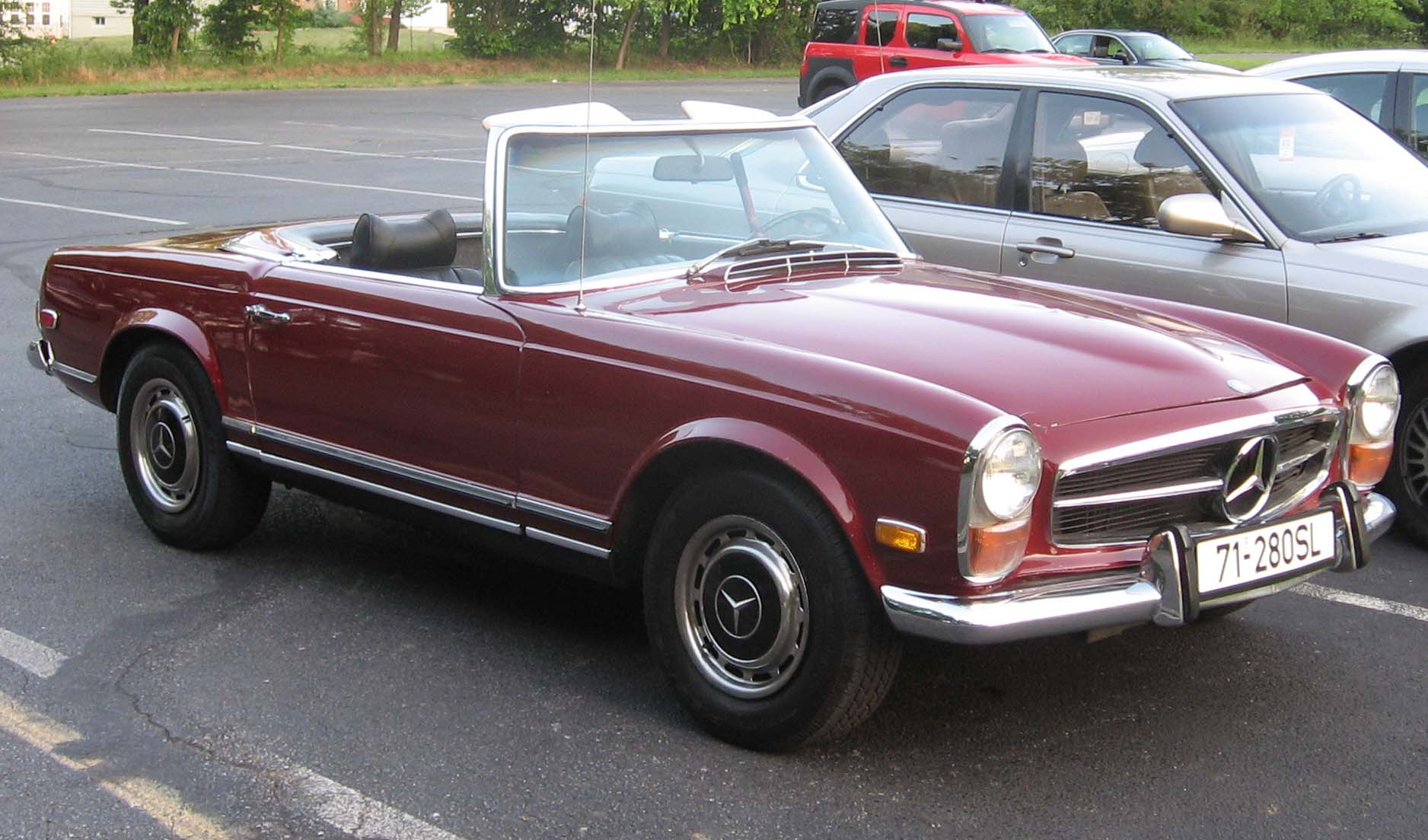
Mercedes-Benz 280SL från 1971.

Mercedes-Benz W113 är en sportbil, tillverkad av den tyska biltillverkaren Mercedes-Benz mellan juli 1963 och mars 1971.
230 SL var tänkt att ersätta både 190 SL och 300 SL, men i praktiken var det få som såg den som arvtagare till den klassiska sportvagnen. Istället följde den spåren från 190 SL, med den bonusen att man nu fick goda prestanda dessutom. Tekniskt byggde modellen på 220 SE, med något större motor som förstorades ytterligare för att nå acceptabla sportbilsprestanda i 230 SL. Modellen kunde utrustas med avtagbar hardtop, sufflett och baksäte på tvären, senare även som 2+2 och då utan sufflett-lådan enbart med hardtop. För att hålla nere vikten så var dörrar och luckor tillverkade i aluminium. Modellen fick även en del framgångar i rallytävlingar.
250 SL efterträdde i december 1966. Den hade ny motor med sjulagrad vevaxel, större bränsletank och skivbromsar runt om.
280 SL introducerades redan ett år senare, i december 1967. Största förändringen var den större motorn med högre effekt.
Modellen kallas allmänt för "Pagoda", med tanke på den udda utformningen på hardtopen. Modellen blev en succé för Mercedes-Benz och är idag en värdefull och eftertraktad samlarbil. Produktionen uppgick till 48 912 exemplar.
Varianter:
| Modell | Årsmodell | Motor                        | Cylindervolym | Effekt | Bränslesystem            |
| ------ | --------- | ---------------------------- | ------------- | ------ | ------------------------ |
| 230 SL | 1963-66   | M127 II: 6-cyl radmotor ohc  | 2281 cm³      | 150 hk | Bosch bränsleinsprutning |
| 250 SL | 1967      | M129 III: 6-cyl radmotor ohc | 2496 cm³      | 150 hk | Bosch bränsleinsprutning |
| 280 SL | 1968-71   | M130: 6-cyl radmotor ohc     | 2778 cm³      | 170 hk | Bosch bränsleinsprutning |